# System Management BIOS
Das System Management BIOS (englisch), kurz SMBIOS, stellt eine geordnete Datenbank statischer Systeminformationen zur Verfügung, die während des Systemstarts durch eine Systemfirmware, „BIOS“, einmalig während des POST ermittelt bzw. aktualisiert werden. Es geht auf eine Initiative mehrerer namhafter BIOS-Hersteller im Jahr 1992 zurück. Die Spezifikation ist frei zugänglich.

## Entwicklung
1992 schlossen sich mehrere Hersteller des BIOS auf der ursprünglich mit dem IBM Personal Computer 1981 geschaffenen Plattform der IBM-PC-kompatiblen Computer in einer „Distributed Management Task Force“ (DMTF) genannten Arbeitsgruppe zusammen. Das Ziel der Arbeitsgruppe war, die undurchschaubaren Hardwarestrukturen der Vielzahl unterschiedlicher IBM-PC-kompatibler Computer in Form einer geordneten Datenbank verwaltbar zu machen. Die Datenbank sollte dabei sowohl transparent als auch wartbar sein.
Als Arbeitsergebnis der DMTF wurde anschließend das Desktop Management Interface (DMI) vorgestellt, aus dem das SMBIOS als Bestandteil hervorging. Während damit im Unternehmenseinsatz Administratoren das Inventarisieren der vorhandenen Client-Hardware in Netzwerken ermöglicht wird, erlaubt es auch im Privatbereich das schnelle Ermitteln von Details über die eingesetzte Hardware.

## Nutzung
Auf IBM-kompatiblen PCs lief in den frühen 1990er Jahren noch vielfach PC-kompatibles DOS, das einen direkten Zugriff auf den Speicher zulässt. Damit konnte jedes Programm nach der vordefinierten Einsprungssignatur suchen und daraufhin direkt die Daten der SMBIOS-Tabelle auslesen und verarbeiten. Alternativ gibt es auch Plug-and-Play-Funktionen, die per Interrupt aufgerufen werden.
In moderneren Betriebssystemen wie Windows von Microsoft, OS/2 von IBM oder Unix-artigen Systemen ist der direkte Speicherzugriff aus Sicherheitsgründen nicht möglich, womit vom Betriebssystem zur Verfügung gestellte Programmierschnittstellen verwendet werden müssen. Unter Windows ist dies etwa die Windows Management Instrumentation (WMI).